# 北京焦庄户地道战遗址纪念馆
北京焦庄户地道战遗址纪念馆，位于北京市顺义区龙湾屯镇燕山余脉歪坨山下，是依托焦庄户地道战遗址成立的纪念馆。

## 简介
北京焦庄户地道战遗址纪念馆位于北京市顺义区龙湾屯镇燕山余脉歪坨山下，距离北京市区60公里。该馆始建于1964年秋，初名“焦庄户民兵斗争史陈列室”。1979年，焦庄户地道战遗址被北京市人民政府定为北京市文物保护单位，该馆随之更名为“北京焦庄户地道战遗址纪念馆”。
焦庄户村在抗日战争时期隶属冀东抗日根据地领导，是通往平西、平北根据地的必经之道。抗日战争时期，焦庄户村开展了地道战，在焦庄户村地下挖掘出了复杂的地道，成为如今的焦庄户地道战遗址。
1987年起，北京市、顺义区政府先后投资4000余万元，为该纪念馆扩建道路、新建展馆、修复地道、恢复抗战民居。到21世纪初，该纪念馆占地面积将近47700平方米，分为三个参观区：展馆参观区、地道参观区、抗战民居参观区。

## 地道
焦庄户地道是焦庄户村民在抗日战争中逐步建立并完善。村民将初期简单的隐蔽单口洞连起，在地道内设有单人掩体、会议室、水缸存放处、翻板、陷阱、碾盘射击孔、地道射击孔、猪圈射击孔等生活及战斗设施，最后形成了“户户相连，村村相通”的地道网，地道网南到龙湾屯、唐洞，北到大北坞，长达23华里。
北京焦庄户地道战遗址纪念馆如今供游客参观的游览地道长度为830米。同时恢复了30米的原始地道，以再现战争年代地道的原始风貌。